# Badumna hirsuta
Badumna hirsuta là một loài nhện trong họ Desidae.
Loài này thuộc chi Badumna. Badumna hirsuta được miêu tả năm 1890 bởi Tord Tamerlan Teodor Thorell.